# Aeropuerto Rincón de los Sauces
El Aeropuerto de Rincón de los Sauces (IATA: RDS - OACI: SAHS) es un aeropuerto argentino que da servicio a la ciudad de Rincón de los Sauces, Neuquén, Argentina.
Recibe vuelos de la aerolínea American Jet y de otras aerolíneas privadas provenientes del Aeropuerto Internacional Presidente Perón de la ciudad de Neuquén, dichas firmas son contratadas por empresas petroleras que realizan trabajos relacionados con operaciones hidrocarburíferas. También recibió vuelos de la desaparecida aerolínea Transportes Aéreos Neuquén.

## Incidentes
El Vuelo 413 De Transportes Aéreos Neuquén Se accidento en el aeropuerto Mientras Aterrizo no hubo muertos